# Olympische Sommerspiele 1956/Gewichtheben – Leichtgewicht (Männer)
Bei den Olympischen Spielen 1956 in der australischen Metropole Melbourne wurde am 24. November im Royal Exhibition Building das Gewichtheben im Leichtgewicht für Männer ausgetragen.
Es gewann der Sowjetrusse Igor Rybak vor seinem Landsmann Rawil Chabutdinow sowie dem Südkoreaner Kim Chang-hee.
Die Athleten traten im sogenannten Dreikampf gegeneinander an. Dieser umfasste neben den heute üblichen Disziplinen Reißen und Stoßen noch das Drücken.
Laut den Wettkampfbestimmungen der International Weightlifting Federation (IWF) musste das Körpergewicht jedes Boxers im Leichtgewicht über 60,0 kg und nicht mehr als 67,5 kg betragen.

## Teilnehmende Nationen
Insgesamt nahmen 18 Sportler aus folgenden 17 Nationen teil.
| - Australien (1) - Birma (1) - Brasilien (1) - Bulgarien (1) - Deutschland (1) - Frankreich (1) | - Iran (1) - Italien (1) - Japan (1) - Kolumbien (1) - Mexiko (1) - Österreich (1) | - Polen (1) - Singapur (1) - Sowjetunion (2) - Südkorea (1) - Vereinigtes Königreich (1) |

## Ergebnis
Während des Wettkampfs wurden fünf olympische Rekorde aufgestellt: Der Sieger Igor Rybak stellte mit 380,0 kg (total) sowie mit 120,0 kg im Reißen und 150,0 kg im Stoßen drei Rekorde auf. Der Zweitplatzierte, sein Teamkamerad Rawil Chabutdinow, stellte mit 125,0 kg einen olympischen Rekord im Drücken auf, und der Südkoreaner Kim Chang-hee stellte mit 150,0 kg im Stoßen ebenfalls einen Rekord auf.
Anmerkung: KG = Körpergewicht; V1/2/3 = Versuch 1/2/3;  Olympischer Rekord 
| Rang | Name              | Nation         | KG [ kg ] | total [ kg ] | Drücken [ kg ] | Drücken [ kg ] | Drücken [ kg ] | Reißen [ kg ] | Reißen [ kg ] | Reißen [ kg ] | Stoßen [ kg ] | Stoßen [ kg ] | Stoßen [ kg ] |
| Rang | Name              | Nation         | KG [ kg ] | total [ kg ] | V1             | V2             | V3             | V1            | V2            | V3            | V1            | V2            | V3            |
| ---- | ----------------- | -------------- | --------- | ------------ | -------------- | -------------- | -------------- | ------------- | ------------- | ------------- | ------------- | ------------- | ------------- |
| 1    | Igor Rybak        | Sowjetunion    | 67,2      | 380,0        | 110,0          | 115,0          | 115,0          | 112,5         | 117,5         | 120,0         | 142,5         | 147,5         | 150,0         |
| 2    | Rawil Chabutdinow | Sowjetunion    | 67,4      | 372,5        | 117,5          | 122,5          | 125,0          | 105,0         | 110,0         | 112,5         | 137,5         | 142,5         | 142,5         |
| 3    | Kim Chang-hee     | Südkorea       | 67,2      | 370,0        | 100,0          | 105,0          | 107,5          | 107,5         | 112,5         | 115,0         | 140,0         | 145,0         | 150,0         |
| 4    | Kenji Ōnuma       | Japan          | 66,5      | 367,5        | 105,0          | 105,0          | 110,0          | 105,0         | 110,0         | 110,0         | 142,5         | 147,5         | 152,5         |
| 5    | Henrik Tamraz     | Iran           | 67,2      | 365,0        | 110,0          | 115,0          | 117,5          | 105,0         | 110,0         | 110,0         | 140,0         | 145,0         | 150,0         |
| 6    | Jan Czepułkowski  | Polen          | 67,3      | 360,0        | 115,0          | 120,0          | 122,5          | 105,0         | 110,0         | 110,0         | 130,0         | 135,0         | 137,5         |
| 7    | Iwan Abadschiew   | Bulgarien      | 67,1      | 357,5        | 102,5          | 107,5          | 107,5          | 110,0         | 115,0         | 117,5         | 132,5         | 137,5         | 137,5         |
| 8    | Nil Tun Maung     | Birma          | 66,4      | 352,5        | 110,0          | 115,0          | 115,0          | 100,0         | 100,0         | 105,0         | 137,5         | 142,5         | 142,5         |
| 9    | Tiger Tan         | Singapur       | 65,2      | 350,0        | 107,5          | 107,5          | 110,0          | 100,0         | 107,5         | 107,5         | 135,0         | 140,0         | 142,5         |
| 10   | Josef Tauchner    | Österreich     | 67,1      | 347,5        | 105,0          | 105,0          | 110,0          | 100,0         | 107,5         | 107,5         | 135,0         | 140,0         | 140,0         |
| 11   | Vern Barberis     | Australien     | 67,5      | 347,5        | 100,0          | 105,0          | 107,5          | 100,0         | 105,0         | 110,0         | 132,5         | 137,5         | 142,5         |
| 12   | Willi Kolb        | Deutschland    | 66,8      | 340,0        | 110,0          | 115,0          | 115,0          | 95,0          | 100,0         | 105,0         | 125,0         | 130,0         | 135,0         |
| 13   | Ben Helfgott      | Großbritannien | 67,2      | 340,0        | 105,0          | 110,0          | 112,5          | 95,0          | 100,0         | 105,0         | 127,5         | 132,5         | 132,5         |
| 14   | Américo Ferreira  | Brasilien      | 66,8      | 335,0        | 102,5          | 107,5          | 107,5          | 92,5          | 97,5          | 100,0         | 130,0         | 135,0         | 135,0         |
| 15   | Roger Gerber      | Frankreich     | 67,5      | 335,0        | 97,5           | 102,5          | 105,0          | 95,0          | 100,0         | 102,5         | 125,0         | 130,0         | 130,0         |
| 16   | Luciano De Genova | Italien        | 66,2      | 330,0        | 107,5          | 112,5          | 112,5          | 95,0          | 100,0         | 100,0         | 122,5         | 122,5         | 130,0         |
| 17   | Guillermo Balboa  | Mexiko         | 67,0      | 320,0        | 92,5           | 97,5           | 97,5           | 92,5          | 97,5          | 100,0         | 127,5         | 132,5         | 132,5         |
| 18   | Ney López         | Kolumbien      | 65,7      | -            | 105,0          | 105,0          | 105,0          | 95,0          | 100,0         | 102,5         | 122,5         | 127,5         | 127,5         |